# Dusona remota
Dusona remota là một loài tò vò trong họ Ichneumonidae.